# New Logie Green
Le New Logie Green est un ancien stade de football, construit en 1889 et fermé en 1899, qui était situé à Édimbourg.

## Histoire
Le club de St Bernard's commença à jouer ses matches à domicile au New Logie Green à partir de 1889. Promu en Division One en 1893, le club y joua son premier match de Scottish Football League le 26 août 1893 pour un nul 0-0 face aux Rangers devant 5 000 spectateurs.
Le 10 novembre 1894, le stade enregistra son record d'affluence, avec 8 000 spectateurs, pour un match de championnat, pour une victoire 2-0 face au Celtic. Ce record fut égalé le 19 septembre 1898 pour une défaite 0-2 face aux Rangers.
Le stade a été sélectionné par la Fédération écossaise de football pour accueillir la finale de la Coupe d'Écosse de football 1896 entre les deux rivaux d'Édimbourg : Heart of Midlothian et Hibernian, car Hampden Park n'était pas disponible à cause d'un test-match de rugby. C'est la seule fois de toute l'histoire de la Coupe d'Écosse de football que la finale ne se joua pas à Glasgow.
On a craint quelque temps que la capacité du stade ne fut pas suffisante pour accueillir tous les spectateurs désireux d'y assister. Certains demandèrent que la rencontre se joue plutôt à Ibrox ou à Tynecastle mais l'érection d'une tribune supplémentaire, portant la capacité à un total de 23 000 spectateurs, résolut le problème. Finalement, 16 034 spectateurs assistèrent à la rencontre, établissant un nouveau record d'affluence.
Leith Athletic y joua deux matches lors du début de la saison 1899-1900.
Le bail de St Bernard's sur le terrain expira le 31 décembre 1899 et ils y jouèrent leur dernier match la veille, pour un match nul 3-3 contre Saint Mirren. Cette saison-là, ils jouèrent leur dernier match à domicile à Ibrox. La saison suivante, ils jouèrent à New Powderhall (en) puis, les saisons suivantes, au Royal Gymnasium Ground. Le terrain de New Logie Green fut utilisé pour y construire un parking.